# Finnair
Finnair Abp (finska: Finnair Oyj) är Finlands största flygbolag och det nationella flygbolaget. Bolagets hemmabas är Helsingfors-Vandas flygplats. Finnair dominerar både den inhemska och den internationella flygmarknaden i Finland och är medlem i Oneworlds flygallians. Finnair är ett av Europas ledande flygbolag och transporterade över 10 miljoner passagerare 2016. Finnairs ruttnätverk inbegriper 16 inhemska och omkring 50 internationella destinationer. De är ett av Europas största flygbolag vad gäller flygningar till Asien. Finnair hör till de äldsta flygbolagen i världen.
Finnairs aktier är listade på Helsingforsbörsen. Den finska staten äger 55,81 procent av aktierna och ca 20 procent är i utländsk ägo.

## Historik

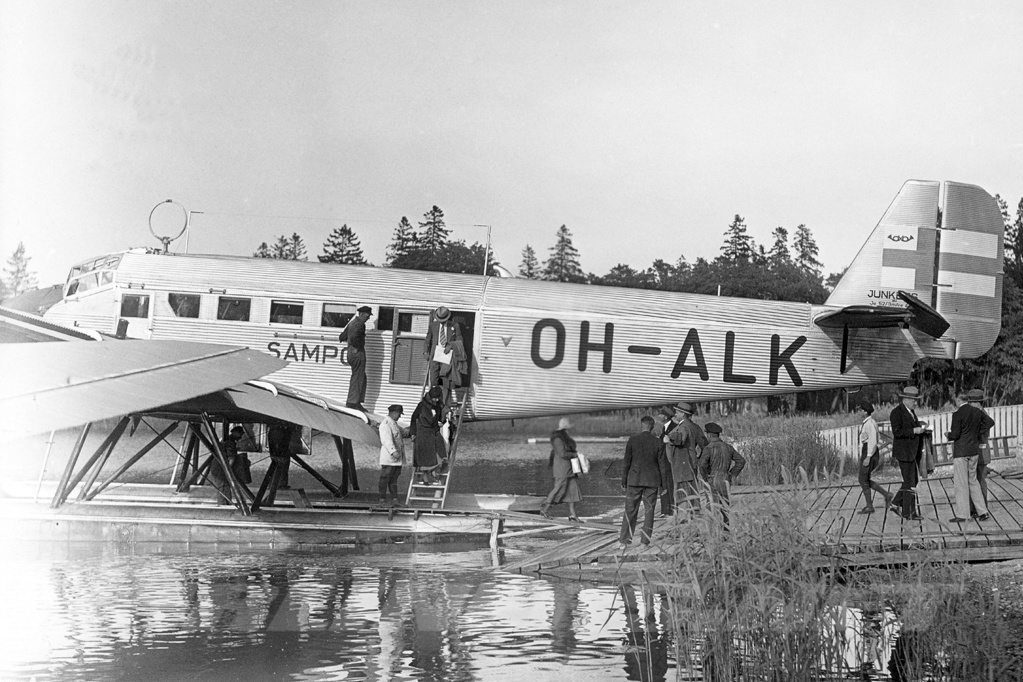
Aero O/Y:s Junkers Ju 52 OH-ALK just anländ till Lindarängens flyghamn i Stockholm från Helsingfors, tidigt 1930-tal.

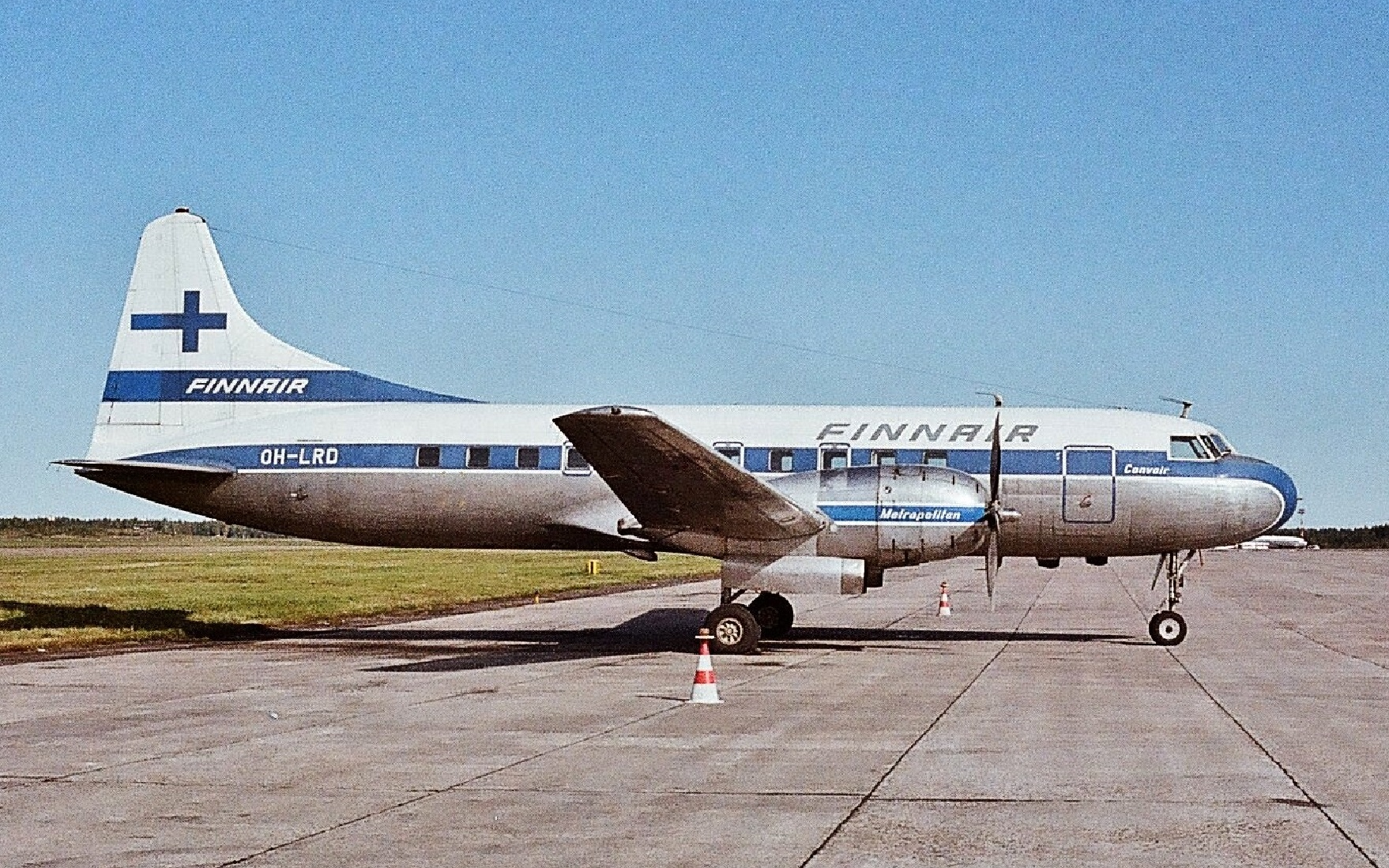
Finnair Convair CV-440, Helsingfors-Vanda flygplats 1980

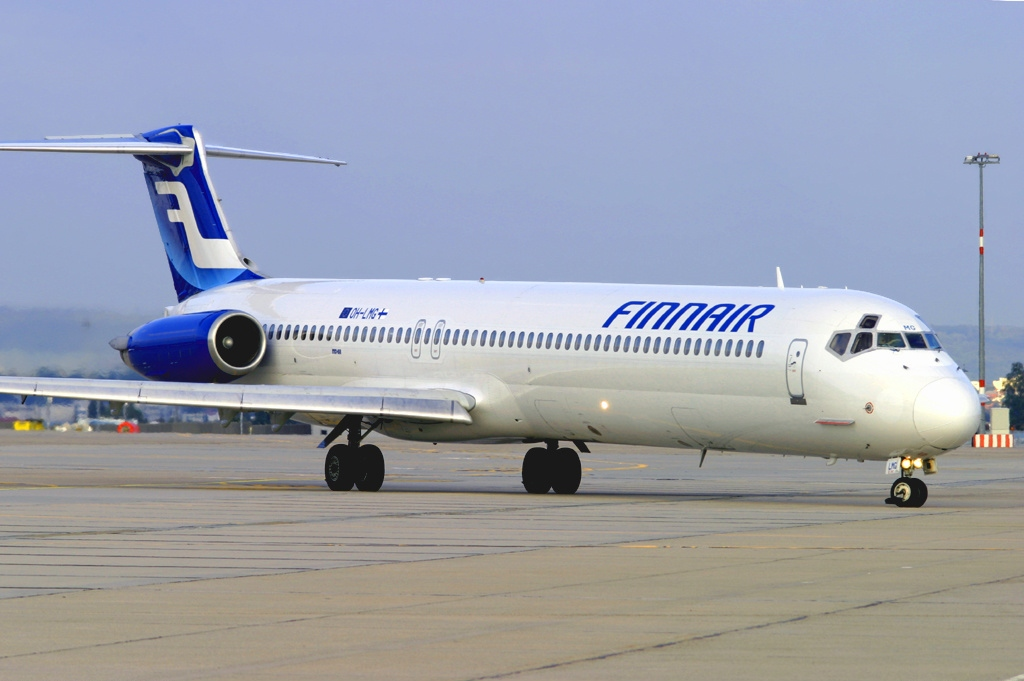
Finnairs MD-83 på Stuttgarts flygplats 2003.

Finnair grundades som Aero O/Y av Bruno Lucander som tidigare arbetat på det estniska bolaget Aeronaut. Det företagsbildande dokumentet skrevs under i Helsingfors den 12 september 1923 och företaget skrevs in i företagsregistret den 11 december 1923. Den första flygningen skedde den 20 mars 1924 från Helsingfors, Finland till Tallinn, Estland med ett Junkers F13 -flygplan.
Andra världskriget var en svår tid för flygbolaget eftersom Helsingfors och andra finländska städer blev mål för lufträder. Halva flygflottan övertogs av det finska flygvapnet under kriget och det har uppskattats att under Vinterkriget åren 1939 och 1940 utgjordes hälften av flygbolagets passagerare av barn som evakuerades till Sverige.
Den 14 juni 1940 var ett av Aero O/Y:s Junkers Ju52-3/mge-flygplan, Kaleva (registernummer OH-ALL) på en flygning från Tallinn till Helsingfors när det sköts ner av två sovjetiska bombflygplan över den finska viken. Vid tidpunkten var inte Finland i krig med vare sig Sovjetunionen eller något annat land.
1953 antogs namnet Finnair som ett led av företagets marknadsföringsstrategi. Innan dess hade IATA-koden AY tilldelats och den används fortfarande. Det officiella namnet, Finnair Oy, antogs  1968. 
1960 anslöt sig Finnair till jetåldern då deras första Sud Aviation SE-210 Caravelle kom i tjänst. 1969 erhöll bolaget sitt första amerikanska jetflygplan, en Douglas DC-8.
I början av 60-talet råkade bolaget ut för sina enda olyckor med dödlig utgång sedan det andra världskriget: 
- Den 3 januari 1961 störtade en DC-3 (OH-LCC) i Kvevlax, se flygolyckan i Kvevlax 1961
- Den 8 november 1963 fick en icke-fungerande höjdmätare en DC-3 (OH-LCA) att haverera nära Mariehamn under dåliga siktförhållanden.

1975 erhöll Finnair sitt första stora flygplan (en: "wide-body") när dess McDonnell Douglas DC-10-30 togs i bruk.

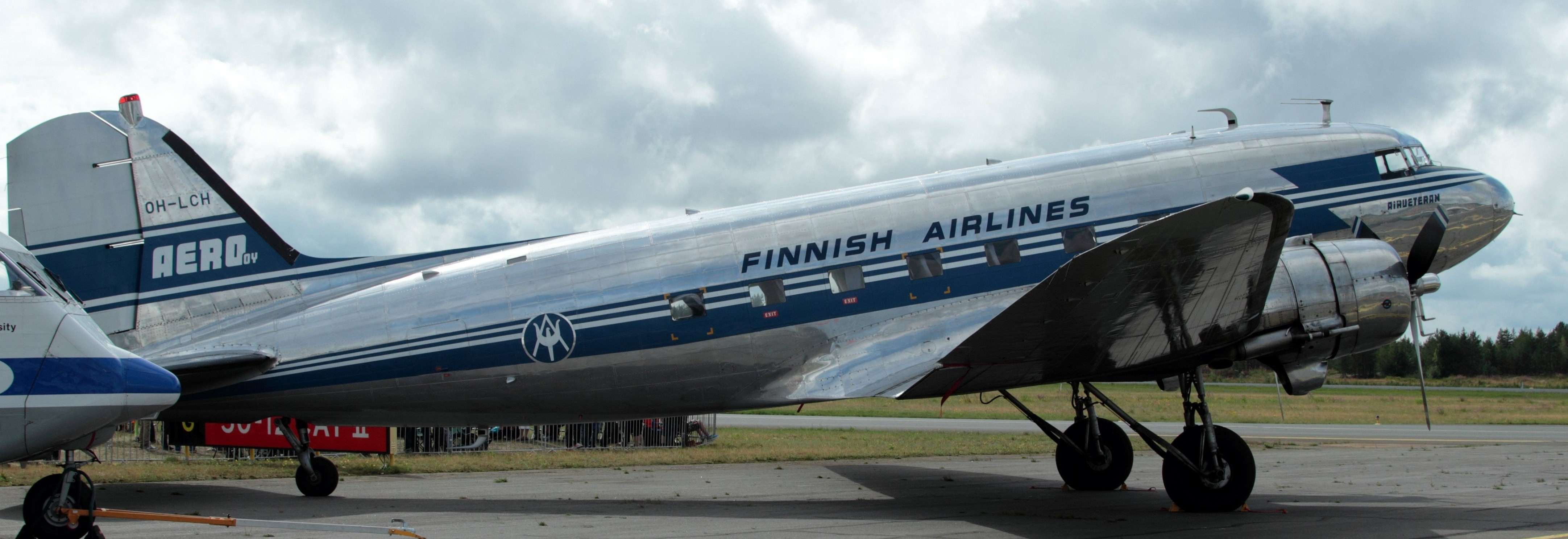
Ett av Aeros DC-3 i flygskick på Helsingfors-Malm flygplats
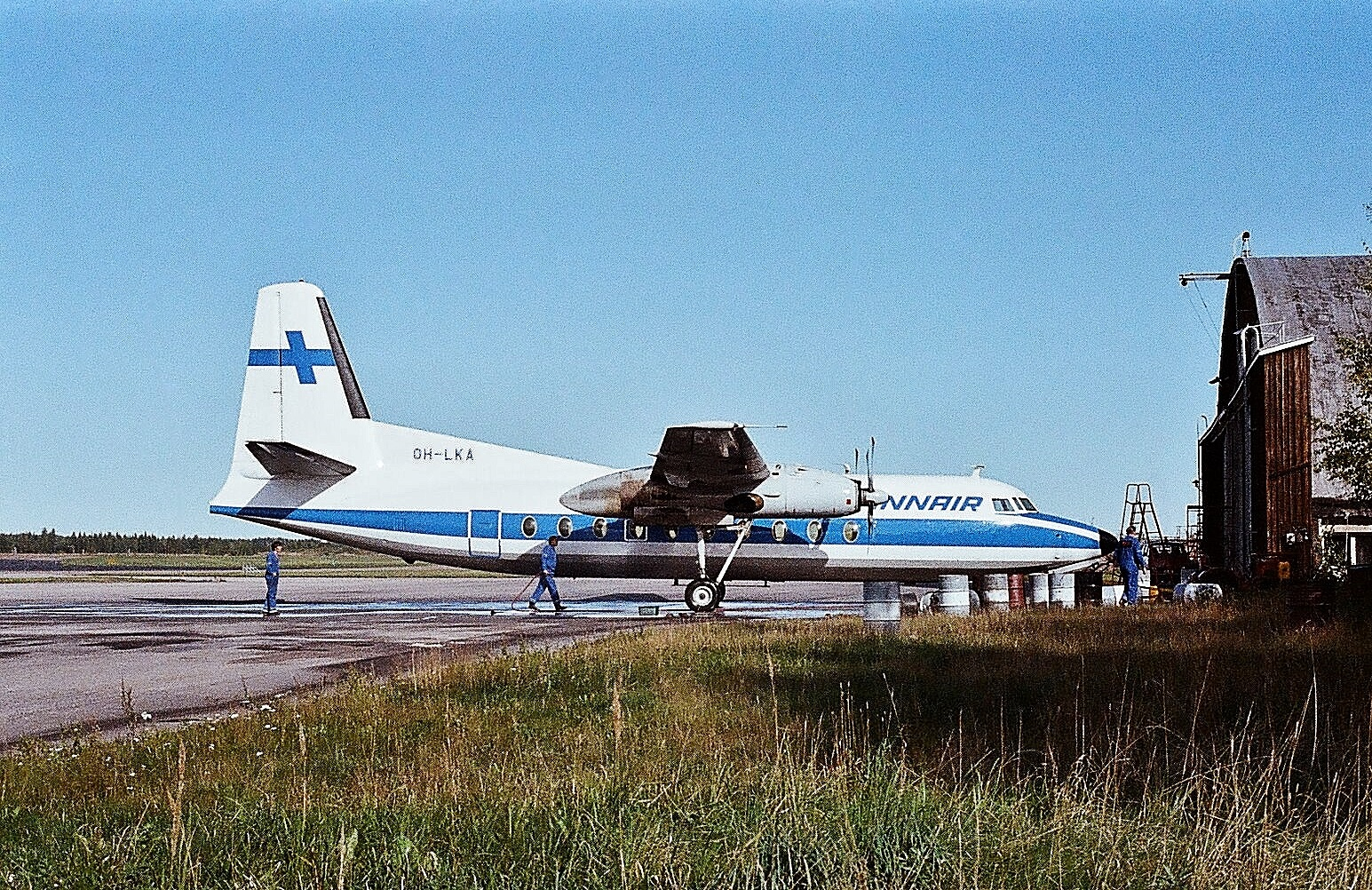
Finnair Fokker F-27, Helsingfors-Vanda flygplats 1980
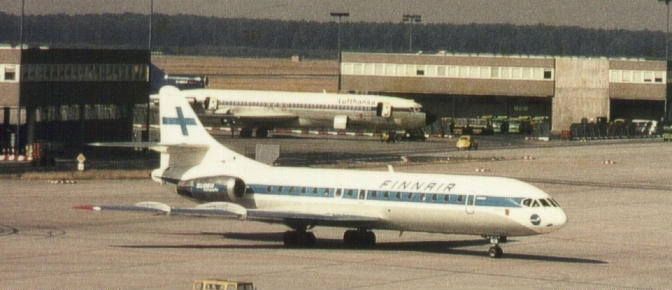
Finnair Sud SE-210 Caravelle
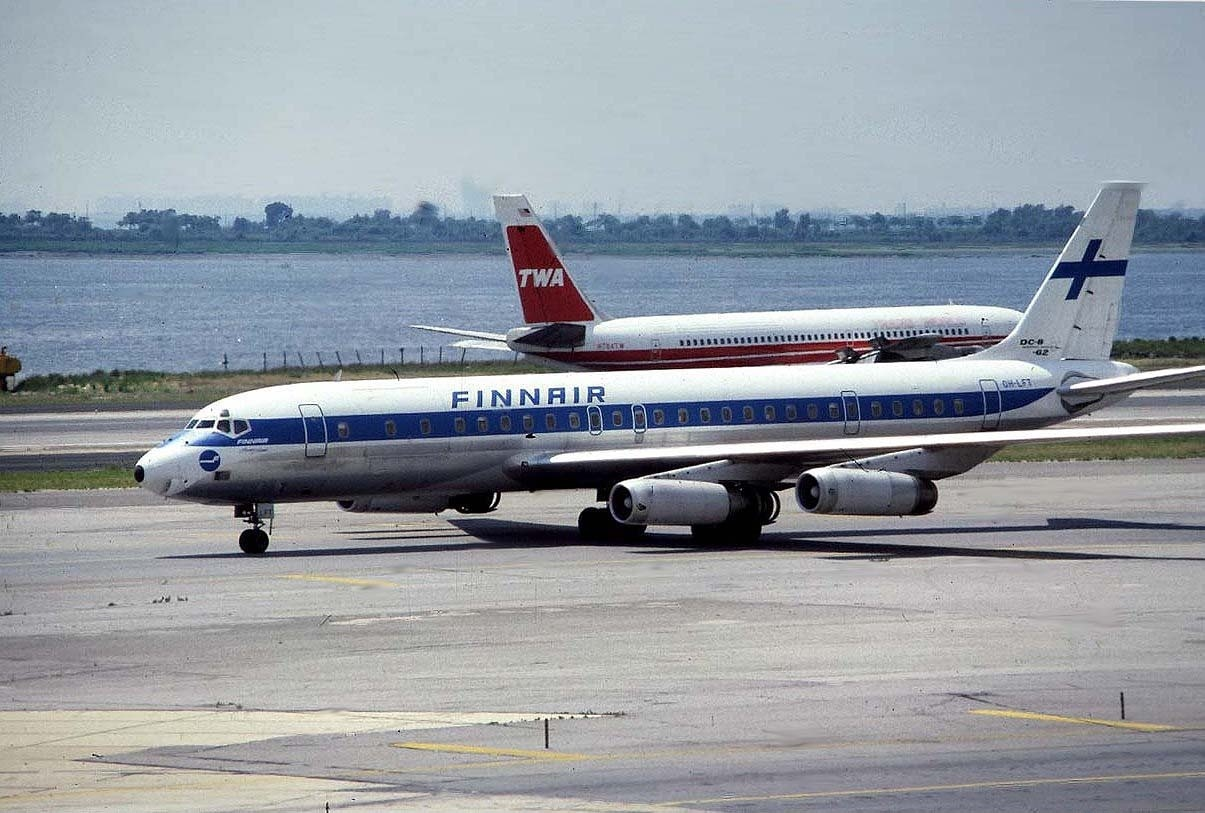
Finnair DC-8 på John F. Kennedy International Airport 1976
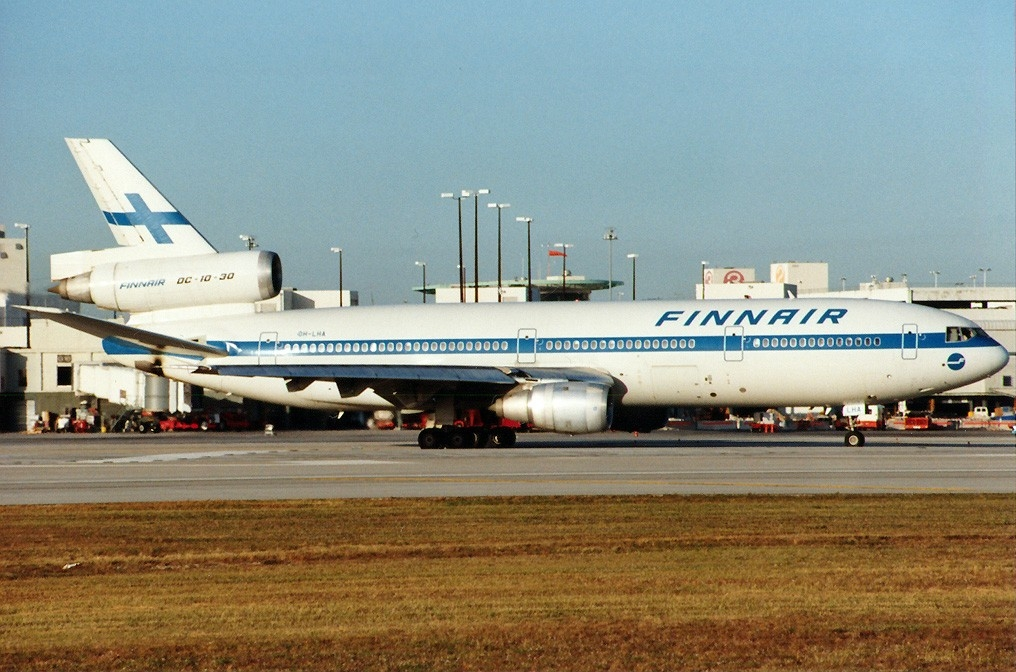
Finnair DC-10 på Miami International Airport 1992

1983 blev Finnair det första flygbolaget att flyga non-stop från Västeuropa till Japan när man började sin Helsingfors-Tokyo -flygningar med sina DC-10-30ER-flygplan.
1988 startade Finnair sin Helsingfors-Peking -rutt, vilken gjorde Finnair till det första västeuropeiska flygbolaget som flög non-stop mellan Europa och Kina.
Den 25 september 1997 blev Finnair Oyj (Finnair Plc) företagets officiella namn och 1999 anslöt sig Finnair till Oneworld-alliansen. Stridslinjerna drogs därmed upp i Norden eftersom Finnairs skandinaviska konkurrent, Scandinavian Airlines System var en av grundarna av den konkurrerande Star Alliance 1997. 2001 återanvände Finnair Aeronamnet igen genom bildandet av Aero Airlines, ett matarflygbolag vars hemmabas är Tallinn, Estland.
2003 köpte Finnair majoriteten i FlyNordic, ett svenskt företag som från 2001 flugit reguljärflyg mellan Luleå och Stockholm vars koncept är reguljärflyg till lågt pris. 2007 såldes bolaget vidare till det norska bolaget Norwegian efter flera förlusttyngda år. 

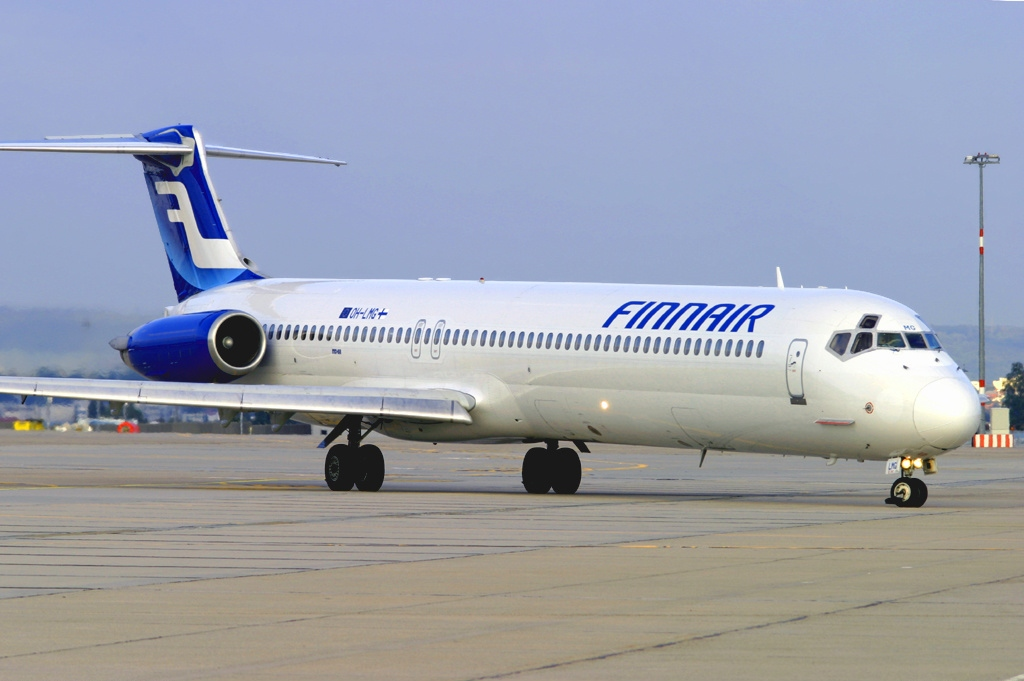
Finnairs MD-83 på Stuttgarts flygplats 2003.

Den 30 juni 2004 meddelade Finnair att man tänkte köpa 12 Embraer 170 -flygplan. Flygplanen kom att levereras mellan september 2005 och maj 2007 och de kom att ersätta Finnairs MD-82/83 -flotta och ATR 72 -flygplan.
Sommaren 2006 levererades deras första Airbus 340, som har plats för 270 passagerare. Detta planet flög för Virgin Air mellan 1996 och 2005.
I slutet av 2006 fick Finnair sin första Embraer 190 levererat. I januari 2007 meddelade Finnair att de kommer att få nya Airbus A340 levererade under perioden mars till juni. I mars 2007 meddelade Finnair att man utökat sin beställning av Airbus A330-A340 med sju stycken. De levereras under åren 2008-2010. De har även beställt två Airbus A350 utöver tidigare beställning. Enligt Finnair köps de planen för att uppfylla behovet på den växande asiatiska marknaden. Fredagen den 25 maj 2007 fick Finnair sin första helt nya Airbus A340.

## Flotta

### Nuvarande flotta
Fr.o.m 2014 kommer Finnair endast ha Airbus-flygplan. Embraer-flygplanen har förts över till systerbolaget Nordic Regional Airlines.
Finnairs flotta består av följande flygplan:
| Flygplanstyp       | Antal | Order | Optioner | Passagerare | Linjer                                                           | Notering                                                                    |
| ------------------ | ----- | ----- | -------- | ----------- | ---------------------------------------------------------------- | --------------------------------------------------------------------------- |
| Airbus A319-100    | 9     | 0     | 0        | 138         | Amsterdam, Oslo, London, Köpenhamn och andra europeiska linjer   |                                                                             |
| Airbus A320-200    | 10    | 0     | 0        | 165         | Barcelona, Bergen, London, Köpenhamn och andra europeiska linjer |                                                                             |
| Airbus A321-200    | 6     | 0     | 0        | 196         | Barcelona, Paris, London och andra europeiska linjer             |                                                                             |
| Airbus A321ER      | 5     | 8     | 0        | 209         | Främst charterflygningar                                         | Ersätter Boeing 757                                                         |
| Airbus A330-300    | 8     | 0     | 0        | 289/263     | Delhi, Nagoya, New York, Osaka, Peking, Seoul                    | Ibruktagande: 5 2009, 3 2010. Ersätter MD-11. OH-LTR med ny Business Class. |
| Airbus A350-900XWB | 11    | 8     | TBA      | 297/336     | Bangkok, Singapore, Shanghai, Soul, Peking, Hong Kong            |                                                                             |

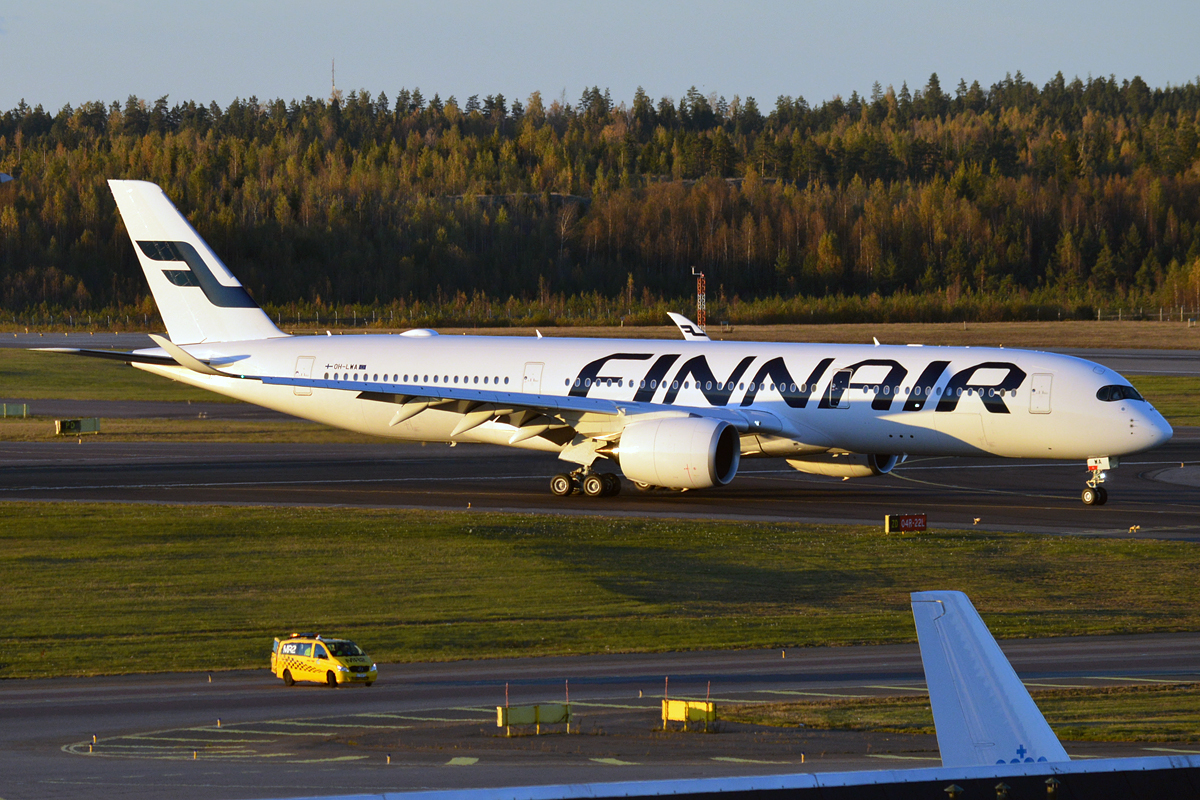
Finnair Airbus A350
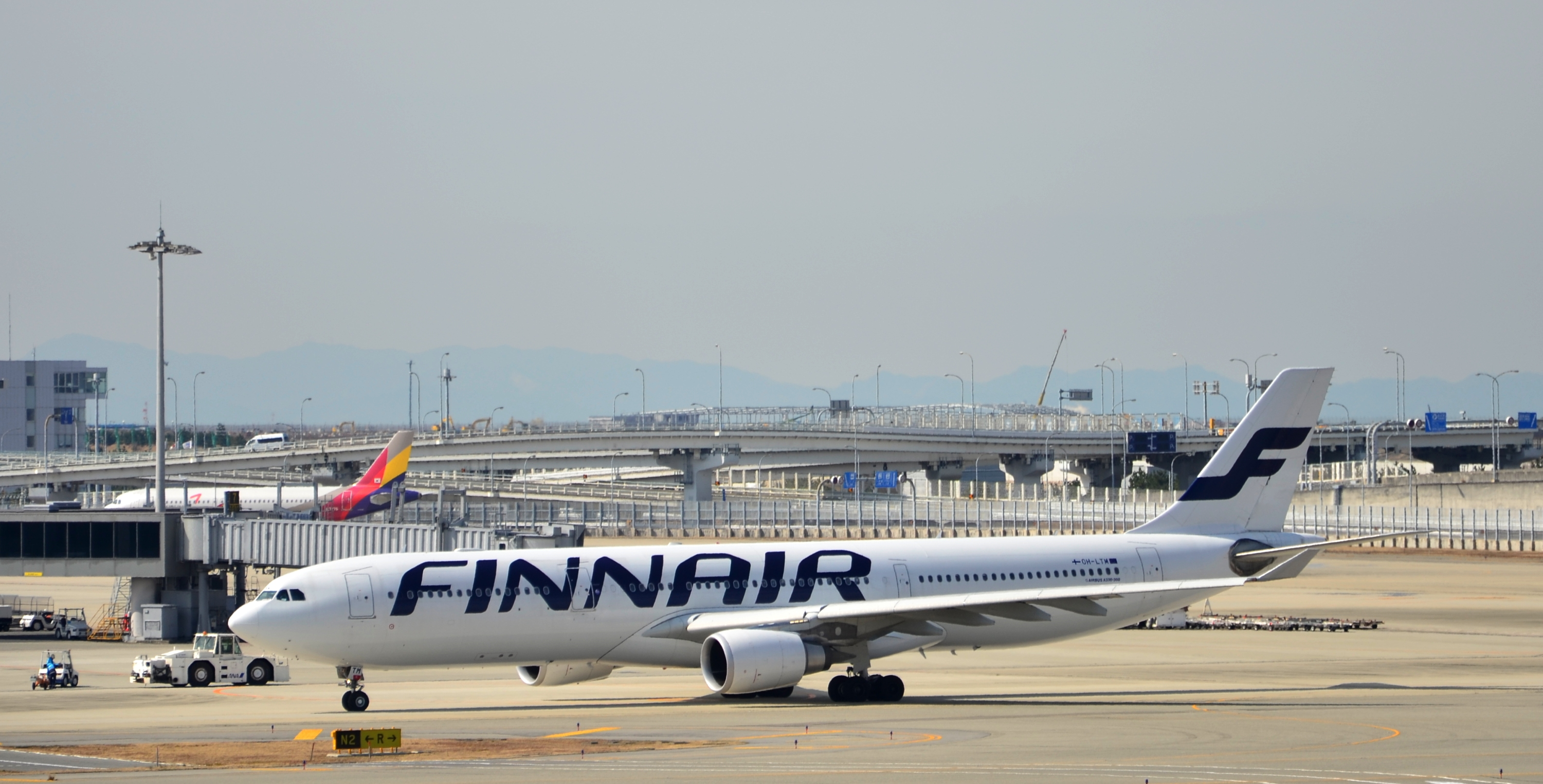
Finnair Airbus A330-300
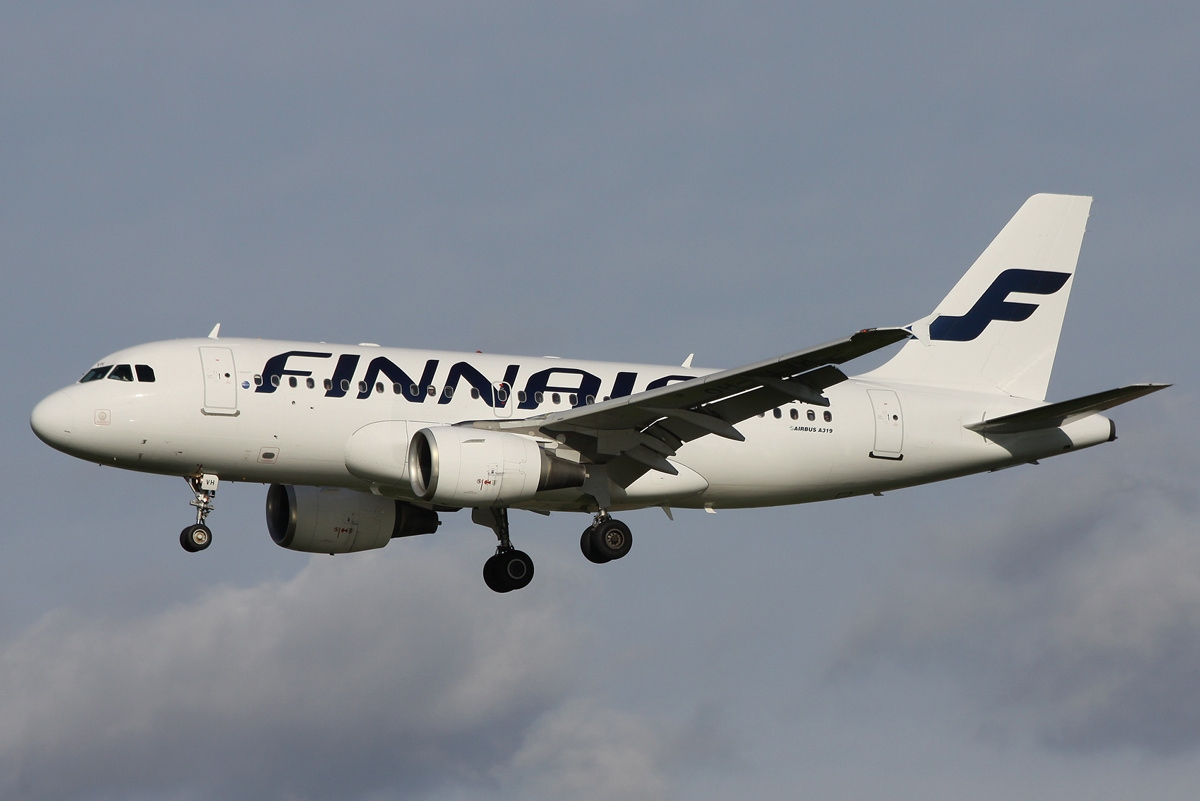
Finnair Airbus A319

### Historisk flotta
Flygbolaget har tidigare flugit bl.a.:
- Airbus A300
- ATR 42
- ATR 72
- Boeing 757
- Caravelle
- Convair 340 Metropolitan
- Convair 440 Metropolitan
- Douglas DC-2
- Douglas DC-3/C-47
- Douglas DC-8
- Douglas DC-9/MD-80/MD-82/MD-83
- Douglas DC-10
- Embraer 170
- Embraer 190
- Fokker F-27 Friendship
- Junkers Ju 52/3m
- McDonnell Douglas MD-11

## Finnairs huvudkontor
Finnairs huvudkontor ligger på Datavägen 11 vid Helsingfors-Vandas flygplats i Vanda. Företaget flyttade sitt huvudkontor dit från centrala Helsingfors 1994. Företaget höll en inflyttningsceremoni den 11 januari 1994. Företagets huvudkontor utvidgades under 2012–2013 och invigdes i juni 2013.

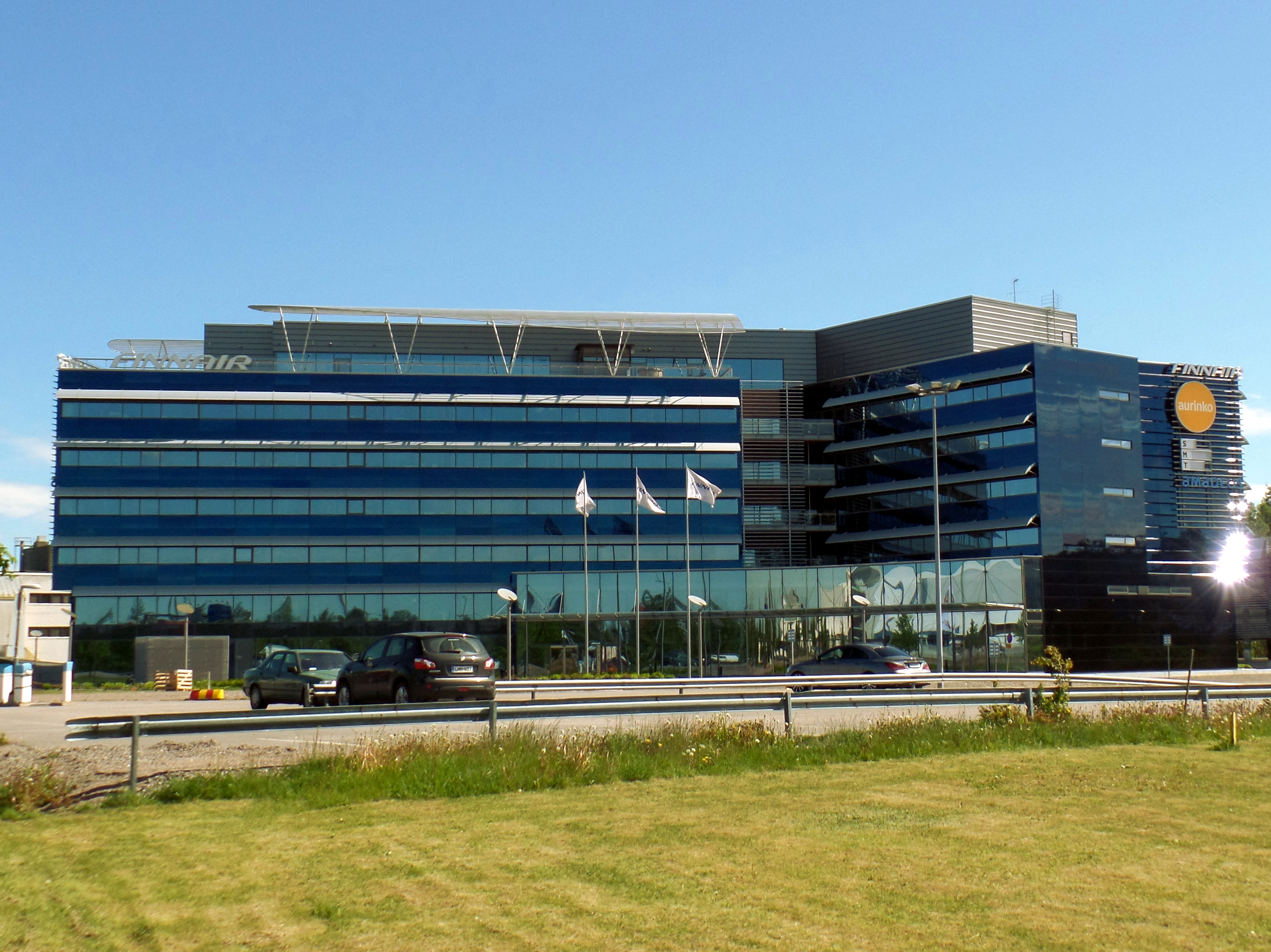
Finnairs huvudkontor - House of Travel and Transportation (HOTT)
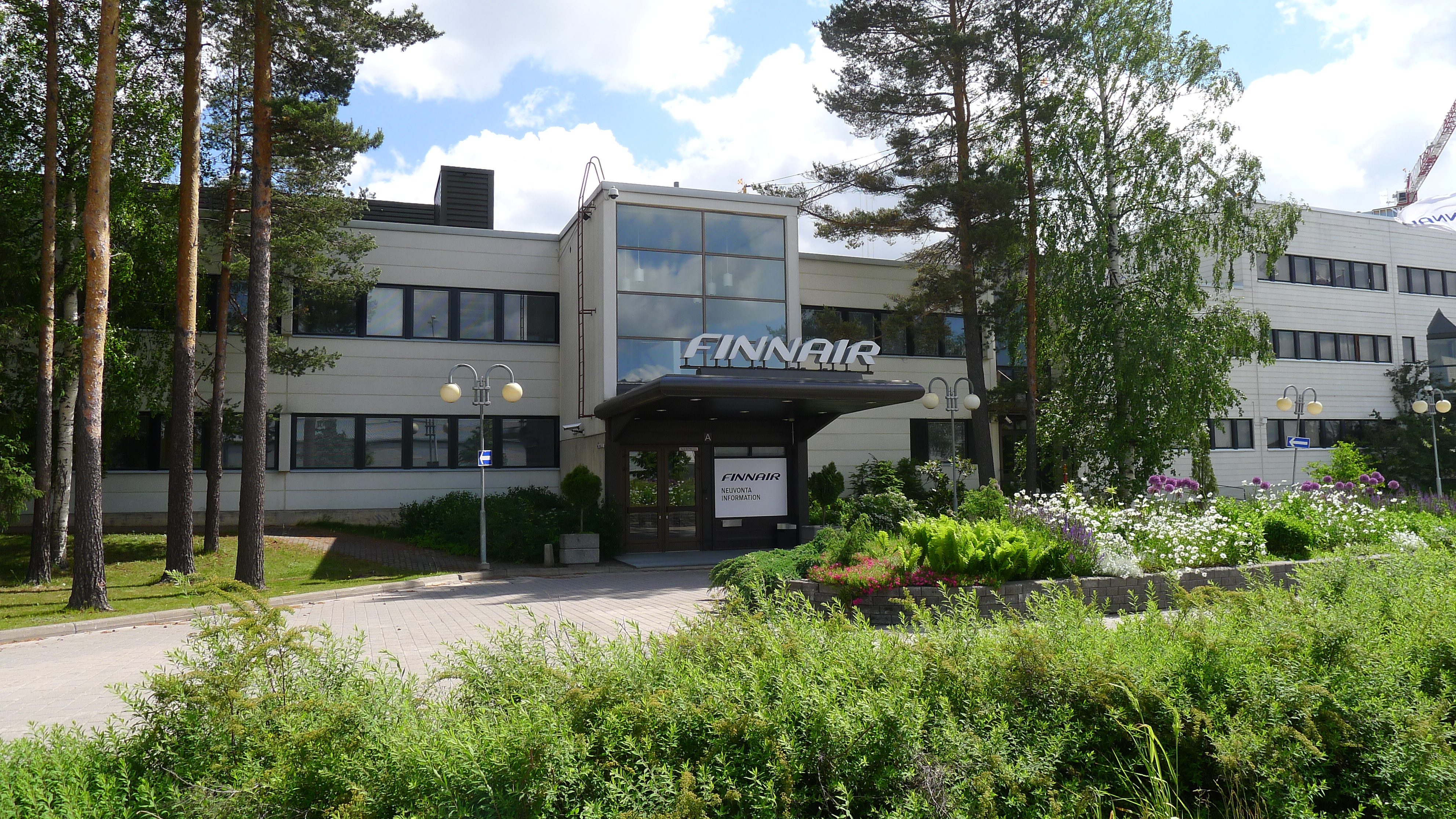
Finnairs huvudkontor (tidigare)
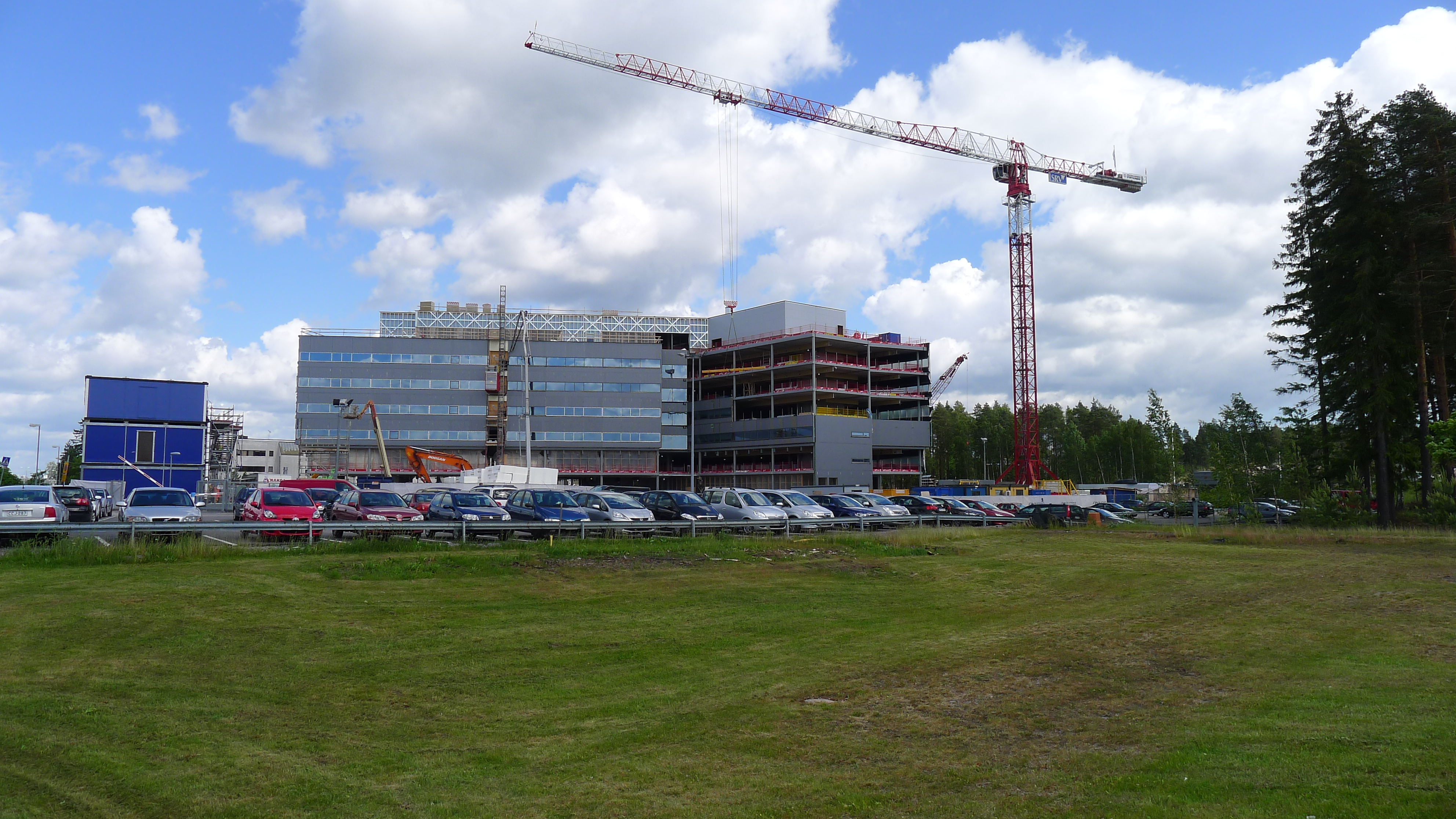
Utvidgningen av huvudkontoret under 2013